# Вочариця
Вочариця (хорв. Voćarica) — населений пункт у Хорватії, у Сисацько-Мославинській жупанії у складі міста Новська.

## Населення
Населення за даними перепису 2011 року становило 199 осіб.
Динаміка чисельності населення поселення:

## Клімат
Середня річна температура становить 11,41 °C, середня максимальна – 25,60 °C, а середня мінімальна – -4,74 °C. Середня річна кількість опадів – 928 мм.
| Клімат поселення                              | Клімат поселення | Клімат поселення | Клімат поселення | Клімат поселення | Клімат поселення | Клімат поселення | Клімат поселення | Клімат поселення | Клімат поселення | Клімат поселення | Клімат поселення | Клімат поселення | Клімат поселення |
| Показник                                      | Січ.             | Лют.             | Бер.             | Квіт.            | Трав.            | Черв.            | Лип.             | Серп.            | Вер.             | Жовт.            | Лист.            | Груд.            |                  |
| Середній максимум, °C                         | 7,52             | 8,90             | 13,02            | 17,60            | 22,56            | 25,60            | 24,46            | 23,80            | 20,05            | 15,06            | 9,68             | 5,42             |                  |
| Середня температура, °C                       | 1,39             | 2,78             | 6,89             | 11,47            | 16,43            | 19,46            | 21,13            | 20,49            | 16,73            | 11,70            | 6,35             | 2,08             |                  |
| Середній мінімум, °C                          | −4,74            | −3,36            | 0,76             | 5,33             | 10,30            | 13,33            | 17,80            | 17,15            | 13,40            | 8,37             | 3,01             | −1,22            |                  |
| Норма опадів, мм                              | 59               | 53               | 64               | 79               | 83               | 97               | 86               | 88               | 77               | 83               | 88               | 71               |                  |
| Середньомісячна швидкість вітру, м/с          | 1.70             | 1.93             | 2.31             | 2.22             | 2.02             | 1.85             | 1.82             | 1.65             | 1.65             | 1.68             | 1.74             | 1.75             |                  |
| Середньомісячна сонячна радіація, кДж/м²·день | 4345             | 7168             | 10984            | 15348            | 19654            | 21892            | 22714            | 20041            | 14976            | 9212             | 4899             | 3608             |                  |
| --------------------------------------------- | ---------------- | ---------------- | ---------------- | ---------------- | ---------------- | ---------------- | ---------------- | ---------------- | ---------------- | ---------------- | ---------------- | ---------------- | ---------------- |
| Джерело:                                      |                  |                  |                  |                  |                  |                  |                  |                  |                  |                  |                  |                  |                  |